# Aegina Farrum
Aegina Farrum is een vulkaan op Venus. Aegina Farrum werd in 1994 genoemd naar de nimf Aegina uit de Griekse mythologie.
De vulkaan heeft een diameter van 60 kilometer en bevindt zich in het quadrangle Bereghinya Planitia (V-8) ten noorden van de coronae Dzuzdi Corona, Ilmatar Corona en Modron Corona, Bécuma Mons en de inslagkraters Melanka, Noreen en Edgeworth.